# Libyastus wilsoni
Libyastus wilsoni är en loppart som beskrevs av Hubbard 1963. Libyastus wilsoni ingår i släktet Libyastus och familjen fågelloppor. Inga underarter finns listade i Catalogue of Life.